# Сніговики
«Сніговики» — сімейна кінокомедія про зиму, яка змінить життя трьох друзів.

## Сюжет
Десятирічному Біллі Кіркфілду діагностували рак. Переконаний, що йому залишилось жити лише тиждень, він вирішує зробити щось надзвичайне, щоб запам'ятали його інші. У школяра та двох його друзів виникла ідея — зліпити рекордну кількість сніговиків. Після невдачі, вони розгортають рекламну кампанію події не тільки в школі, а звертаються до місцевої влади, яка підтримує їх. Зробивши чималу кількість снігових баб, телебачення затрималось і вони почали танути. До того ж втрутився забіяка Джейсон, що призвело до сутички. Батько Кіркфілда, побачивши сина по телебаченню, заявив, що думки Біллі про смерть помилкові. Захід скасовують, що засмучує хлопців-організаторів.
У парку хлопців наздоганяє Джейсон, який починає дратися з Біллі. Біллі провалюється під лід, а разом з ним Лукас. Забіяці вдається врятувати двох. З новин у лікарні вони дізнаються, що ліплення сніговиків продовжили учні різних шкіл.

## У ролях
| Актор            | Роль           |
| ---------------- | -------------- |
| Боббі Коулмен    | Біллі Кіркфілд |
| Крістіан Мартін  | Лукас Лем      |
| Боббі Ж. Томпсон | Говард Грві    |
| Джош Фліттер     | Джейсон Баунд  |
| Рей Ліотта       | Реггі Кіркфілд |
| Дуг І. Дуг       | Леонард Гарві  |
| Крістофер Ллойд  | доглядач       |
| Беверлі Мітчелл  | місіс Шербрук  |

## Створення фільму

### Виробництво
Зйомки фільму проходили в Парк-Сіті, Юта, США.

### Знімальна група
- Кінорежисер — Роберт Кірбісон
- Сценарист — Роберт Кірбісон
- Кінопродюсери — Стівен Мак-Евіті, Джон Шепард
- Композитор — Джон Дебні
- Кінооператор — Джино Сальваторі
- Кіномонтаж — Кетрін Кірбісон
- Художник-постановник — Крістофер Р. ДеМюрі
- Художник-декоратор — Лес Бут
- Художник по костюмах — Керолайн Ліон
- Підбір акторів — Джої Пол Дженсен[2].

## Сприйняття

### Критика
Фільм отримав змішані відгуки. На сайті Rotten Tomatoes оцінка стрічки становить 67 % на основі 9 відгуків від критиків (середня оцінка 6/10) і 63 % від глядачів із середньою оцінкою 3,7/5 (469 голосів). Фільму зарахований «стиглий помідор» від кінокритиків та «попкорн» від глядачів, Internet Movie Database — 6/10 (542 голоси), Metacritic — 39/100 (4 відгуки критиків).

### Номінації та нагороди
| Нагороди та номінації фільму «Сніговики» | Нагороди та номінації фільму «Сніговики»      | Нагороди та номінації фільму «Сніговики» | Нагороди та номінації фільму «Сніговики» | Нагороди та номінації фільму «Сніговики» | Нагороди та номінації фільму «Сніговики» |
| Рік                                      | Кінофестиваль/кінопремія                      | Категорія/нагорода                       | Номінант                                 | Результат                                |                                          |
| ---------------------------------------- | --------------------------------------------- | ---------------------------------------- | ---------------------------------------- | ---------------------------------------- | ---------------------------------------- |
| 2010                                     | «Трайбека»                                    | Приз глядацьких симпатій                 | Роберт Кірбісон                          | Номінація                                |                                          |
| 2011                                     | Міжнародний кінофестиваль у Далласі           | Приз глядацьких симпатій                 | Роберт Кірбісон, Mpower Pictures         | Перемога                                 |                                          |
| 2011                                     | Міжнародний кінофестиваль у Торонто для дітей | Найкращий фільм                          | Роберт Кірбісон, Mpower Pictures         | Перемога                                 |                                          |